# Vicenç Cuyàs i Borés
Vicenç Cuyàs i Borés (Palma, Mallorca, 6 de febrer de 1816 - Barcelona, 7 de març de 1839) fou un compositor conegut gairebé exclusivament per La Fattucchiera, considerada la primera òpera romàntica catalana. Estrenada el 23 de juliol de 1838 al Teatre de la Santa Creu de Barcelona, va tenir 24 representacions seguides. Cuyàs probablement hagués esdevingut un compositor d'òperes important si no s'hagués mort, de la manera típicament romàntica, de tuberculosi el dia de l'última funció de la seva única òpera, als 23 anys.

## Biografia
Era fill de Joan Cuyàs Artigas i de Ramona Borés i Cantarell, família establerta a Barcelona, però va néixer a Palma perquè la seva família s'hi havia refugiat durant la Guerra de la Independència. Després del seu naixement, la família va tornar a Barcelona. Allà havia de començar els seus estudis de Medicina, però mai ho va fer perquè "sempre havia sentit repugnància envers ella". Per un altre costat, va estudiar dibuix i als 17 anys començà a aprendre música amb Ramon Vilanova, un dels més prestigiosos mestres de la Barcelona de començaments del segle xix, el qual al seu torn s'havia format a Milà amb Piantanida. Dos anys van ser suficients perquè Cuyàs conegués les tècniques pianístiques i del cant.
Les seves primeres obres consisteixen en fragments i divagacions operístiques que es van donar a conèixer en salons privats barcelonesos i en concerts lírics. Tanmateix, és el teatre barceloní de la Santa Creu el que acull i estrena la pràctica totalitat de la seva producció. La Simfonia Primera de Cuyàs està datada el 1835 i és en realitat una extensa obertura operística d'un sol moviment. De la seva Segona Simfonia, tan sols es conserva un fragment, però d'aquest mateix any daten diverses àries i duets compostes per a un drama d'Antoni Ribot (dins hi trobem l'"Aria de bajo" i la "Canción del Paladín").
Així es va anar afermant el prestigi del compositor que hauria d'acabar sorprenent la ciutat amb l'estrena de La Fattucchiera el juliol de 1838. Realment, es va titular "La Fattucchiera, melodramma in due atti, Poesía de Feliche Romani, da reppresentarsi nel'Teatro dell'eccellentisima cittá di Barcelona l'anno 1838". L'òpera està basada en una novel·la del vescomte d'Arlincourt que ja s'havia convertit en un èxit en la literatura sentimental de l'època. L'obra la van representar Micciarelli, María Fernández, De Galbis, Antoldi i Barraul, i van arribar a fer-se vint representacions, una de les quals va ser en benefici del compositor (fet excepcional a l'època). La crítica la va considerar com una obra que apuntava un futur prometedor i marcava el naixement d'un mestre de la vàlua de Bellini i Donizetti.
L'acció transcorre el segle xii, després de la tercera Croada, i en l'argument, les referències històriques es barregen amb una truculent ficció d'amors, màgia i ultratomba que ja va ser utilitzat com a motiu operístic en altres ocasions. Felice Romani havia escrit un llibret basat en el mateix argument per al melodrama Ismalia, ossia morte ed Amore, al qual va posar música Saverio Mercadante i que va ser estrenat a La Scala sis anys abans. Per la seva part, Ramon Carnicer també va utilitzar el mateix llibret per a una òpera homònima estrenada a Madrid el mateix any de l'estrena barcelonina.
Cuyàs parteix de la melodia belliniana, la qual cosa suposa una evidència més de l'italianisme a Espanya, però amb l'afegitó d'una gran varietat de ritmes i una brillantor instrumental que va atrapar al públic. D'aquesta manera va produir una obra de valor en el moment àlgid de la influència italiana, provocada per Donizetti, Rossini, Bellini, Mercadante i Pacini.
Tot i l'èxit de l'obra, l'esforç que va haver de fer el compositor per acabar-la va deteriorar la seva salut. És possible que això, junt amb la mort del seu pare poc abans, causés la mort de Cuyàs l'últim dia de representació de La Fattucchiera. Tot i morir en un estat d'extrema pobresa, van aparèixer diverses poesies al Diari de Barcelona i en El Guardia Nacional. En el Museu de les Famílies es va publicar l'únic quadre que existeix del compositor, fet pel pintor Graset. La seva mort va ser considerada com una pèrdua per a la música espanyola, fins al punt de convertir a Vicenç Cuyàs en un símbol a causa de la seva mort prematura i del seu talent.